# نونار
نونار (به انگلیسی: Nonar) یک شهرک در پاکستان است که در پنجاب واقع شده‌است. نونار ۲۴۲ متر بالاتر از سطح دریا واقع شده‌است.